# 杨伯镛
杨伯镛（1935年—），云南建水人，中国职业篮球运动员和教练，曾是1950年代中国男篮著名球员，司职小前锋和大前锋，担任过中国女篮主教练，现任中国篮协副主席，1999年入选新中国篮球50杰。

## 篮球生涯
1953年，杨伯镛进入云南男篮，翌年被选入西南区代表队，同年又入中国男篮，他的技术特点是跳投准，是当时中国男篮的主要得分手。杨伯镛退役后，从1970年开始了执教生涯，先后担任过广州部队男篮、中国青年男篮、中国男篮联的教练，中国男篮副总教练和中国女篮主教练。1986年起，先后任中国国家体委训练竞赛二司篮球处处长 、二司司长。

## 所获荣誉

### 球员时期
- 1963年，新兴力量运动会男篮比赛 冠军。

### 执教时期
- 执教中国女篮，获1982年亚洲运动会女篮比赛 冠军；
- 执教中国女篮，获1983年第九届世界女子篮球锦标赛 铜牌；
- 执教中国女篮，获1984年洛杉矶奥运会女篮比赛 铜牌。

### 个人荣誉
- 1950年代，荣获全国体育优秀标兵；
- 1999年，入选新中国篮球50杰。